# Эвиленко
Эвиленко (англ. Evilenko; в русскоязычном прокате — Злодеенко) — криминальный триллер ужасов итальянского режиссёра Давида Гриеко, снятый им по собственному сценарию в 2004 году.
Фильм рассказывает о жизни советского маньяка-педофила (прототип Андрей Чикатило) и о расследовании преступлений, совершённых им в 1984-1992 годах (в фильме Чикатило представлен как школьный учитель, хотя в реальности в указанные года Чикатило таковым уже не являлся).
Картина посвящена любимому учителю и другу Малкольма Макдауэлла — режиссёру Линдсею Андерсону (1923—1994).

## Сюжет
1984 год. Учитель литературы из киевской школы по фамилии Эвиленко неудачно пытается изнасиловать одну из своих учениц после уроков. Этот инцидент становится известным руководству школы, однако во избежание огласки Эвиленко просто просят уволиться по собственному желанию. Параллельно выясняется, что Эвиленко — старый коммунист, который тяжело переживает начавшиеся перемены в стране. На него выходят сотрудники КГБ и устраивают на работу в железнодорожную контору, чтобы найти компромат на политически неблагонадежного начальника. Эвиленко получает возможность беспрепятственно путешествовать по стране и обретает высоких покровителей. За скромным видом советского клерка скрывается удачливый и демонический маньяк-убийца, который оказывает гипнотическое влияние на женщин и детей, заводит их в укромные места, насилует, убивает и ест. Несколько раз Эвиленко оказывается на грани разоблачения, однако один раз задержавший его солдат сходит с ума от увиденного злодеяния, а другой раз патрульный поддаётся гипнотизму Эвиленко. Розыск маньяка-педофила поручают Вадиму Тимуровичу Лизиеву. Он вовлекает в расследование психоаналитика доктора Рихтера, однако доктор не доверяет властям и восхищается неординарностью преступника. Доктор Рихтер выслеживает Эвиленко, но тот его убивает в лесу бритвой. В конце концов Вадим Лизиев выходит на Эвиленко, но против него слишком мало улик. Тогда Лизиев решается на эксперимент, поддавшись на гипноз Эвиленко и добившись от него признания. Эвиленко признается в 55 убийствах. Его осуждают на смертную казнь, которая приводится в исполнение в 1994 году.

## В ролях
| Актёр              | Роль                      |
| ------------------ | ------------------------- |
| Малкольм Макдауэлл | Андрей Романович Эвиленко |
| Мартон Чокаш       | Вадим Лизиев              |
| Рональд Пикап      | Арон Рихтер               |
| Фрэнсис Барбер     | Фаина, жена Эвиленко      |
| Игорь Чишкевич     | Новиков                   |
| Владимир Левицкий  | Фролов                    |
| Алексей Чадюк      | Ременский                 |
| Виктор Глушков     | Никитин                   |
| Остап Ступка       | Амитрин                   |
| Николай Олейник    | крестьянин                |
| Евгения Гладий     | Руслана                   |
| Мануэль Гриеко     | Павел                     |
| Гийом Гриеко       | Игорь                     |

## Производство
Режиссёр и автор сценария — Давид Гриеко, внук одного из основателей Коммунистической партии Италии Руджеро Гриеко.
Фильм является адаптацией романа Давида Гриеко «Коммунист, который ел детей». Персонаж переименован в Андрея Эвиленко со ссылкой на Андрея Чикатило.
Фамилия «Эвиленко» (англ. Evilenko) содержит английское слово evil (рус. зло), которое в титрах выделяется красным цветом. В России картина выходила на DVD также под названием «Злодеенко». 
Съёмки фильма проходили в Киеве: в ленте фигурирует киевская школа № 110, а сцена суда над Эвиленко проходила в здании МИД Украины. Съёмки сюжета в столовой воинской части проходили в Киевском Суворовском училище. В массовке участвовали суворовцы, одетые в свою повседневную форму.

### Саундтрек
Саундтрек был написан известным композитором Анджело Бадаламенти и включает в себя две песни с вокалисткой рок-группы The Cranberries Долорес О’Риордан — «Angels Go to Heaven» и «No Way Out». Тему песни Джино Паоли «Il cielo in una stanza» создал киевский композитор Игорь Стецюк.